# Indicatif régional 772

Carte de l'État de la Floride avec les territoires de ses fuseaux horaires et de ses indicatifs régionaux.

L'indicatif régional 772 est l'un des multiples l'indicatifs téléphoniques régionaux de l'État de la Floride aux États-Unis. Il couvre un territoire situé au sud-est de l'État.
La carte ci-contre indique le territoire couvert par l'indicatif 772.
L'indicatif régional 772 fait partie du plan de numérotation nord-américain.

## Principales villes desservies par l'indicatif et indicatifs de central correspondants
- Fellsmere - 571
- Fort Pierce - 205 216 242 250 252 264 293 294 318 332 359 409 421 429 460 461 462 464 465 466 467 468 489 519 577 579 595 618 672 801 823 828 882 940 971 979
- Hobe Sound - 245 263 295 325 349 402 545 546 675 932
- Indiantown - 248 597 619 647 933
- Jensen Beach - 209 225 229 232 328 334 405 497 679 692 934
- Port Sainte-Lucie - 201 204 224 236 237 240 323 335 336 337 340 342 343 344 345 361 370 377 380 398 408 418 446 475 500 528 607 621 626 673 708 785 807 812 834 871 873 878 879 905 917 924 974 985
- Sebastian - 202 228 246 268 388 413 425 473 581 589 594 633 646 661 663 664 783 913 918
- Stuart - 214 215 219 220 221 223 233 260 266 283 284 285 286 287 288 291 320 324 341 382 403 412 419 426 428 463 485 486 521 529 530 590 600 631 634 678 763 781 872 919
- Vero Beach - 205 226 231 234 235 257 270 299 316 321 356 360 365 401 410 453 469 480 481 484 492 494 501 532 538 539 559 562 563 564 567 569 584 617 643 657 696 713 766 770 774 778 794 907 925 978